# Manga in anime turizem

## Definicija besed Anime in Manga
Manga je japonska beseda, ki pomeni strip. Tako kot besedo anime, smo jo Američani in Evropejci prevzeli kot termin, ki označuje le na Japonskem narejene stripe. V Evropi je branje mange v fizični obliki še vedno drag hobi, je na japonskem tovrstno čtivo za vsakogar, saj nastaja iz vseh žanrov, ki se lahko pojavijo v tisku in je primeren za ljudi vseh spolov in starosti.
Anime je japonska animirana serija, ki po navadi nastaja po smernicah že prej napisane mange. Zanje so značilne določena vizualna in vsebinska odstopanja, kot so temne obrobe oseb in predmetov v ospredju, nesorazmerno velike oči in izogibanje kontrastnemu ločevanju likov na absolutno dobre in slabe. Anime se pojavlja na televiziji, v kinu, kasetah, CD-jih in podobnih medijih.

## Zgodovina anime konvencij
Zgodovina konvencij ljubiteljev anime-ja in mange ima zelo variabilno svetovno zgodovino. Prva originalna konvencija, imenovana Comiket, je bila organizirana v Tokiu leta 1975 za katero se je zbralo okoli 700 ljudi, za katero se dandanes vsakoletno zbere okoli pol milijona ljubiteljev mange in anime-ja. Te konvencije so močno sponzorirane s strani založniških družb in studiev in so uporabljene kot platforme za izdajo novih stripov in TV oddaj. Prvi znaki teh konvencij si se začeli pojavljati okoli leta 1980 v Ameriki, dve bolj znani Project A-Kon in YamatoCon, medtem ko se je v Evropi ta trend pojavil šele okoli sredine 1990s.

## Dogodki na konvencijah in gosti
Razni dogodki, vključno z nastopi, intervjuji in raznimi oznanili o novostih, ki prihajajo v stroko mange in anime-ja vsakoletno potekajo pri glavnem vhodu konvencije in je zanje pogosto potrebno rezervirati karte. Drugi nadaljnji prostori so rezervirani za »cosplaying«, kjer so obiskovalci spodbujani, da pokažejo kostume svojih najljubših anime in manga junakov, prostori za delavnice in učenje risanja mange ter seveda stojnic z trgovskim blagom.[[AnimeJapan, prej znan kot Tokyo Internacional Anime Fair, vsakoletno povabi ogromno bolj poznanih avtorjev mange, da predstavijo svoje ideje o nadaljevanju zgodbe in podajo kakšne namige za pobudne manga ustvarjalce ter razne anime produkcijske hiše. Med te ustvarjalce, ki se pogosto pojavijo na teh konvencijah na japonskem, spadajo:
•	One Piece – Eiichiro Oda
•	Sword Art Online – Reki Kawahara
•	Naruto – Mashashi Kishimoto
•	Doraemon – Fujiko Fujio
•	Pokemon – Satoshi Tajiri
•	Dragon Ball – Akira Toriyama
•	Yu - Gi – Oh! – Kazuki Takahashi
•	Sailor Moon – Naoko Takeuchi itd.
Ter produkcijske hiše, ki imajo največ vpliva na teh konvencijah:
•	Toei Animation
•	Bandai Namco
•	Tezuka Productions
•	Bones
•	Gallop
•	Mook Animation, ipd.

## Anime v Sloveniji
Anime v Sloveniji še ni toliko razvit, zato zaenkrat še spada v podkulturo. Makkon je dogodek, kateri se vrti okoli anime-ja, mange in japonske kulture. Dogodek se odvija vsako leto v mesecu decembru. Prireditev ima raznolik program in pester izbor aktivnosti. Na njem se lahko vsi obiskovalci preizkusijo v arkadnem plesu, konzolnih igrah in celo pokažejo svoje kostume. Vsemu temu programu pa so še dodana poučna predavanja, predstavitve, nastopi in tekmovanja, ki se vsako leto spreminjajo.
Še ena večja konvencija je UmiKo, ki jo organizira društvo ANIMOV. Konvencija se odvija v Kopru in združuje ljubitelje animejev, videoiger, mang in cosplaya. Organizirajo tudi prvo tekmovanje v anime risanju v Sloveniji in bogato cosplay tekmovanje. Leta 2021 je bila organizirana največja Playstation razstava v Sloveniji.
V Mariboru se odvija konvencija MokuMatsuri, ki jo organizira društvo Animoku. V Postojni je aktivno društvo Tama, v Celju pa Samurai Of Celje. 
Slovensko društvo ANIMOV izdaja tudi prvo slovensko revijo s prevedenimi mangami z imenom MAGnet Manga,pod vodstvom urednice Katarine Kunstelj. Mange so iz japonščine prevedene v slovenščino, revija pa objavlja tudi članke na temo anime kulture v Sloveniji in intervjuje s slovenskimi ilustratorji in cosplayerji.